# 72P/Denning-Fujikawa
La cometa Denning-Fujikawa o 72P/Denning-Fujikawa, è una cometa periodica del Sistema solare, appartenente alla famiglia delle comete gioviane.
La cometa fu scoperta da William Denning da Bristol il 4 ottobre 1881, dopo essere già transitata per il perielio, come un oggetto dell'ottava magnitudine. L'ultima osservazione fu raccolta il 25 novembre da Friedrich Winnecke. Ne furono calcolate diverse orbite, anche tenendo conto delle perturbazioni dei pianeti, da Mercurio a Saturno. A posteriori, l'orbita più precisa fu quella proposta da B. Matthiessen, caratterizzata da un periodo di 8,71 anni e dal passaggio al perielio avvenuto il 13 settembre 1881. Tuttavia la cometa non fu recuperata nel 1890, né nel 1899, e fu considerata persa.
Fu casualmente recuperata da Shigehisa Fujikawa, originario della Prefettura di Kagawa, il 9 ottobre 1978 come un oggetto della decima-undicesima magnitudine, valore che mantenne nei giorni che seguirono la scoperta. La cometa tuttavia si stava allontanando dal Sole e dalla Terra e la sua luminosità diminuì rapidamente. L'ultima osservazione fu raccolta il 29 dicembre dalla stazione Agassiz dell'Harvard College Observatory. Brian Marsden calcolò un'orbita ellittica caratterizzata da un periodo di 9,1 anni e dal passaggio al perielio il 2 ottobre 1978.
La cometa è stata riscoperta nel giugno 2014 da Hidetaka Sato utilizzando un telescopio remoto a Siding Spring, Australia.
In ben cinque dei dodici transiti al perielio in cui la cometa non è stata osservata, erano state previste condizioni favorevoli all'osservazione, con la cometa che avrebbe dovuto raggiungere la quinta magnitudine se avesse manifestato il livello di attività riscontrato nei transiti in cui è stata osservata. Inoltre, è difficile che la cometa, se attiva, possa essere passata inosservata dal momento che, essendo atteso il suo ritorno, erano in corso ricerche mirate ad individuarla. Da queste considerazioni, Martin Beech, ha dedotto che la cometa Denning-Fujikawa è una vecchia cometa che manifesta un'attività intermittente, come anche le comete 15P/Finlay e 107P/Wilson-Harrington.
La cometa, inoltre, è una delle poche a corto periodo avente un nodo entro le 0,1 UA dall'orbita della Terra, ma cui non è associato alcuno sciame meteorico. Anche questo dato potrebbe essere un indicatore della bassa attività del nucleo cometario, oppure che le meteore prodotte percorrano orbite tali da non favorire piogge meteoriche sul nostro pianeta. Dopo aver condotto simulazioni numeriche sul comportamento di eventuali sciami prodotti in occasione dei due transiti in cui la cometa ha manifestato di essere attiva, Beech ammette che l'influenza gravitazionale di Giove potrebbe averli sparpagliati in tutto il Sistema solare interno ed essere quindi la principale responsabile della mancata osservazione di una pioggia meteorica ad essi associata. Sembra tuttavia plausibile che piogge meteoriche associate alla cometa Denning-Fujikawa siano avvenute su Venere.
La minima distanza tra l'orbita della cometa e quella della Terra (MOID - Minimum Orbital Intersection Distance) è pari a 0,0845792 UA. Sono previsti quattro passaggi ravvicinati della cometa alla Terra nel corso del corrente secolo:
| Data             | Distanza dalla Terra |
| 19 luglio 2036   | 0,099 UA             |
| 29 dicembre 2044 | 0,095 UA             |
| 18 luglio 2069   | 0,087 UA             |
| 27 dicembre 2077 | 0,057 UA             |